# 倒心形翠雀花
倒心形翠雀花（学名：Delphinium obcordatilimbum）为毛茛科翠雀属的植物，为中国的特有植物。分布在中国大陆的西藏等地，生长于海拔3,800米的地区，多生于高山草地，目前尚未由人工引种栽培。

## 异名
- Delphinium obcordatilimbum W. T. Wang var. nubys W. T. Wang